# داء الأسطوانيات (خنزير)
داء الأسطوانيات (بالإنجليزية: Metastrongylosis)‏ هو واحد من الأمراض الطفيلية الأكثر شيوعا التي تؤثر على الخنازير البرية والخنازير، تسببه أنواع مختلفة من جنس الأسطوانيات.